# Lepthyphantes sbordonii
Lepthyphantes sbordonii là một loài nhện trong họ Linyphiidae.
Loài này thuộc chi Lepthyphantes. Lepthyphantes sbordonii được Paolo Marcello Brignoli miêu tả năm 1970.